# Берег москитов (сериал)
«Берег москитов» (англ. The Mosquito Coast) — американский приключенческий сериал Нила Кросса по одноимённому роману Пола Теру, который выходил на стриминговом сервисе Apple TV+. Главные роли в нём сыграли Джастин Теру, Гэбриел Бейтман, Мелисса Джордж. Премьера первого сезона состоялась 30 апреля 2021 года, премьера второго и финального сезона — 4 ноября 2022 года.

## Сюжет
Главный герой сериала — американец Эли Фокс, гениальный изобретатель-самоучка и глава большой семьи. Изобретения не приносят ему никакой выгоды, в повседневной жизни он сталкивается со множеством проблем. Однажды по неясным причинам Фоксам приходится спешно собраться и уехать в Мексику, спасаясь от полиции, а потом ещё и от наркокартеля. Причины этого поворота выясняются только в финале первого сезона.
Литературной основой сценария стал роман-бестселлер Пола Теру «Берег москитов», причём одну из главных ролей в сериале сыграл племянник писателя Джастин Теру. Впрочем, сюжет претерпел значительные изменения: в романе Эли Фокс переправился на лодке в Гондурас, чтобы в глуши построить новое общество.

## В ролях
- Джастин Теру
- Гэбриел Бейтман
- Мелисса Джордж
- Логан Полиш
- Кимберли Элис

## Создание и оценки
О начале работы над сериалом стало известно в сентябре 2019 года. Нил Кросс стал шоураннером, Руперт Уайатт — исполнительным продюсером и режиссёром двух первых серий. Главная роль с самого начала предназначалась для Джастина Теру, в ноябре 2019 года к касту присоединились Гэбриел Бейтман, Мелисса Джордж, Логан Полиш, Кимберли Элиз. Съёмки первого сезона проходили в 2019—2020 годах в Лос-Анджелесе, в Мехико и других городах Мексики.
20 февраля 2021 года был опубликован тизер сериала, 30 апреля того же года на стриминговом сервисе Apple TV+ начался премьерный показ. В июне 2021 года «Берег москитов» был продлён на второй сезон, включающий 10 эпизодов. Премьера второго сезона проходила с 4 ноября 2022 года по 6 января 2023. Вскоре после окончания показа стало известно, что сериал не продлили на третий сезон.
На сайте-агрегаторе отзывов Rotten Tomatoes «Берег москитов» получил рейтинг 63 % со средней оценкой 6,36 из 10. Рецензенты с этого ресурса констатировали, что лучшие составляющие романного сюжета остались не показанными в сериале. На сайте Metacritic первый сезон получил 55 баллов из 100, что указывает на «смешанные или средние отзывы». Обозреватель RogerEbert.com Ник Аллен дал сериалу отрицательный отзыв из-за проблем с сюжетом. Рецензент «Коммерсанта» Татьяна Алешичева написала в своей рецензии, что шоу «растеряло половину прогрессивных идей первоисточника», но высоко оценила «красоту кадра и красоту жеста».
Пол Теру в интервью журналу Deadline Hollywood 2023 года похвалил сериал, заявив, что он «очарован», высоко оценив сценарий, режиссуру и актёрские работы. По словам писателя, Эли Фокс получил в первом сезоне «правдоподобную предысторию», Марго Фокс стала «цельным» персонажем, обладающим «разумом и ответственностью».

## Список эпизодов
Сезон 1
| № | Название                                                          | Режиссёр          | Автор сценария                  | Дата премьеры  |
| - | ----------------------------------------------------------------- | ----------------- | ------------------------------- | -------------- |
| 1 | «Light Out» «Выключение света»                                    | Руперт Уайатт     | Нил Кросс и Том Бисселл         | 30 апреля 2021 |
| 2 | «Foxes and coyotes» «Лисы и койоты»                               | Руперт Уайатт     | Нил Кросс                       | 30 апреля 2021 |
| 3 | «Everybody Knows This Is Nowhere» «Все знают, что это захолустье» | Джерерми Подесва  | Нил Кросс и Йан Скотт Маккаллох | 7 мая 2021     |
| 4 | «Bus Stop» «Автобусная остановка»                                 | Наталия Беристайн | Майкл Д. Фуллер                 | 14 мая 2021    |
| 5 | «Elvis, Jesus, Coca-Cola» «Элвис , Иисус , Кока-кола»             | Тиндж Кришнан     | Аня Лета                        | 21 мая 2021    |
| 6 | «Calaca» «Калака»                                                 | Наталия Беристайн | Эмми Гринвис                    | 28 мая 2021    |
| 7 | «The Glass Sandwich» «Бутерброд со стеклом»                       | Клэр Килнер       | Гидеон Яго                      | 4 июня 2021    |

Сезон 2
| №  | Название                                                | Режиссёр        | Автор сценария                                                        | Дата премьеры   |
| -- | ------------------------------------------------------- | --------------- | --------------------------------------------------------------------- | --------------- |
| 1  | «The Damage Done» «Содеянное»                           | Стефан Шварц    | Эмми Гринвис                                                          | 4 ноября 2022   |
| 2  | «Least Concern Species» «Неохраняемый вид»              | Стефан Шварц    | Йан Скотт Маккаллох                                                   | 11 ноября 2022  |
| 3  | «Talk About the Weather» «Непогода»                     | Метин Хусейн    | Джордж Корнелиус                                                      | 18 ноября 2022  |
| 4  | «A Rag, a Bone, a Hank of Hair» «Ловушки»               | Метин Хусейн    | Аня Лета и Йан Скотт Маккаллох                                        | 25 ноября 2022  |
| 5  | «Positive, Front-Facing Optics» «Экологический позитив» | Алонсо Альварез | Эван Кац                                                              | 2 декабря 2022  |
| 6  | «Goat Head Taco» «Пир на козьих костях»                 | Алонсо Альварез | Наташа Ибарра Клор Марк В. Олсен Уилл Шеффер                          | 9 декабря 2022  |
| 7  | «The Burning of Judas» «Сожжение Иуды»                  | Марисоль Адлер  | Йан Скотт Маккаллох Марк В. Олсен Уилл Шеффер                         | 16 декабря 2022 |
| 8  | «Dead Totems» «Мертвые тотемы»                          | Марисоль Адлер  | Энн Черкис Элисон Фелтс Эван Кац Марк В. Олсен Уилл Шеффер            | 23 декабря 2022 |
| 9  | «The Counterfeiters» «Подделка»                         | Метин Хусейн    | Энн Черкис Элисон Фелтс Йан Скотт Маккаллох Марк В. Олсен Уилл Шеффер | 30 декабря 2022 |
| 10 | «Eulogy» «Панегирик»                                    | Метин Хусейн    | Энн Черкис Элисон Фелтс Эван Кац Марк В. Олсен Уилл Шеффер            | 6 января 2023   |